# 2005 год в кино
В данной статье представлены списки топ-10 самых кассовых фильмов года, самих фильмов, вышедших в течение года, и наград, полученных фильмами за 2005 год.

## Лидеры проката
Общая сумма сборов мирового кинопроката составила в 2005 году около 9,5 миллиардов долларов.
| Место | Название                                       | Студия               | Мировые сборы |
| ----- | ---------------------------------------------- | -------------------- | ------------- |
| 1     | Гарри Поттер и Кубок огня                      | Warner Bros.         | $896 911 078  |
| 2     | Звёздные войны. Эпизод III: Месть ситхов       | 20th Century Fox     | $848 754 768  |
| 3     | Хроники Нарнии: Лев, колдунья и волшебный шкаф | Walt Disney Pictures | $745 013 115  |
| 4     | Война миров                                    | Paramount Pictures   | $591 745 540  |
| 5     | Кинг-Конг                                      | Universal Studios    | $550 517 357  |
| 6     | Мадагаскар                                     | DreamWorks           | $532 680 671  |
| 7     | Мистер и миссис Смит                           | 20th Century Fox     | $478 207 520  |
| 8     | Чарли и шоколадная фабрика                     | Warner Bros.         | $474 968 763  |
| 9     | Бэтмен: Начало                                 | Warner Bros.         | $374 218 673  |
| 10    | Правила съёма: Метод Хитча                     | Columbia Pictures    | $368 100 420  |

### Лидеры российского проката
| Место | Название                                       | Сборы       |
| ----- | ---------------------------------------------- | ----------- |
| 1     | 9 рота                                         | $25 555 809 |
| 2     | Турецкий гамбит                                | $18 500 000 |
| 3     | Война миров                                    | $10 180 000 |
| 4     | Кинг-Конг                                      | $9 921 000  |
| 5     | Мистер и миссис Смит                           | $8 720 000  |
| 6     | Звёздные войны. Эпизод III: Месть ситхов       | $8 360 000  |
| 7     | Хроники Нарнии: Лев, колдунья и волшебный шкаф | $8 098 706  |
| 8     | Гарри Поттер и Кубок огня                      | $7 837 694  |
| 9     | Мадагаскар                                     | $7 590 000  |
| 10    | Статский советник                              | $7 445 000  |

Подробные списки кассовых сборов фильмов в 2005 году:
- Во всемирном прокате: http://boxofficemojo.com/yearly/chart/?view2=worldwide&yr=2005&p=.htm
- В США и Канаде: http://boxofficemojo.com/yearly/chart/?yr=2005&p=.htm
- В Великобритании: https://web.archive.org/web/20080104232915/http://www.ukfilmcouncil.org.uk/statistics/boxoffice/
- В Австралии: http://www.moviemarshal.com/boxoffice3.html

## Фильмы

### Мировое кино, демонстрировавшиеся в России в 2005 году

#### Январь
- 6 января — «Знакомство с Факерами»
- 6 января — «Корсиканец»
- 6 января — «Призрак Оперы»
- 13 января — «Взломщики сердец»
- 20 января — «Двенадцать друзей Оушена»
- 20 января — «Двойная порция»
- 20 января — «Дом летающих кинжалов»
- 20 января — «Окончательный монтаж»
- 27 января — «Тринадцатый район»
- 27 января — «2046»
- 27 января — «Полёт Феникса»

#### Февраль
- 3 февраля — «Авиатор»
- 3 февраля — «Близость»
- 3 февраля — «Нападение на 13-й участок»
- 3 февраля — «Команда Америка: мировая полиция»
- 10 февраля — «Блэйд 3: Троица»
- 10 февраля — «Десять дней без любви»
- 10 февраля — «Игра в прятки»
- 17 февраля — «Волшебная страна»
- 17 февраля — «Испанский английский»
- 17 февраля — «Невеста и предрассудки»
- 17 февраля — «Новая полицейская история»
- 24 февраля — «Белый шум»
- 24 февраля — «Божественный свет»
- 24 февраля — «Объект любви»

#### Март
- 3 марта — «Водка лимон»
- 3 марта — «Жених напрокат»
- 3 марта — «Крутая компания»
- 3 марта — «На обочине»
- 3 марта — «Оборотни»
- 3 марта — «Правила съёма: Метод Хитча»
- 10 марта — «Заложник»
- 10 марта — «Кукольник»
- 10 марта — «Малышка на миллион»
- 10 марта — «Она ненавидит меня»
- 16 марта — «Роботы»
- 17 марта — «Бешеные скачки»
- 17 марта — «Венецианский купец»
- 17 марта — «Винни и Слонотоп»
- 17 марта — «Изгоняющий дьявола: Начало»
- 24 марта — «9 песен»
- 24 марта — «Бугимэн: Царство ночных кошмаров»
- 24 марта — «Икота»
- 24 марта — «Константин: Повелитель тьмы»
- 24 марта — «Красавчик Алфи, или Чего хотят мужчины»
- 31 марта — «И наступит завтра»
- 31 марта — «Набережная Орфевр, 36»

#### Апрель
- 7 апреля — «Будь круче!»
- 7 апреля — «Звонок 2»
- 7 апреля — «Зло»
- 7 апреля — «Ключи от машины»
- 7 апреля — «Море внутри»
- 14 апреля — «Лысый нянька: Спецзадание»
- 14 апреля — «Мисс Конгениальность 2: Прекрасна и опасна»
- 21 апреля — «В глубокой глотке»
- 21 апреля — «Один в темноте»
- 21 апреля — «Потомство Чаки»
- 27 апреля — «Неуловимый»
- 28 апреля — «Дровосек»
- 28 апреля — «Леший»
- 28 апреля — «Месть мертвецов»
- 28 апреля — «Повернуть время вспять»

#### Май
- 5 мая — «Второй пропущенный звонок»
- 5 мая — «Ze фильм»
- 5 мая — «Академия смерти»
- 10 мая — «Сахара»
- 12 мая — «Больше, чем любовь»
- 12 мая — «По ту сторону Босфора» (мировая премьера)
- 19 мая — «Звёздные войны. Эпизод III: Месть ситхов»
- 19 мая — «Пиджак»
- 20 мая — «Нити»
- 26 мая — «Город грехов»
- 26 мая — «Загадочная кожа»
- «Три икса 2: Новый уровень»

#### Июнь
- 2 июня — «Бункер»
- 2 июня — «Капризное облако»
- 2 июня — «Мадагаскар»
- 9 июня — «Автостопом по галактике»
- 9 июня — «Везёт как утопленнику»
- 9 июня — «Вернуть отправителю»
- 9 июня — «Изноугуд или Калиф на час»
- 9 июня — «Любовь на острове»
- 16 июня — «Джинсы-талисман»
- 16 июня — «Мистер и миссис Смит»
- 29 июня — «Война миров»
- 30 июня — «Баллада о Джеке и Роуз»
- 30 июня — «Коробка»

#### Июль
- 1 июля — «Видимость гнева»
- 7 июля — «Золотоискатели»
- 7 июля — «Мост короля Людовика Святого»
- 14 июля — «Если свекровь — монстр»
- 14 июля — «Фантастическая четвёрка»
- 14 июля — «Красотки»
- 14 июля — «Лучший день в моей жизни»
- 15 июля — «Чарли шоколадная фабрика»
- 21 июля — «Все или ничего»
- 21 июля — «Переводчица»
- 28 июля — «Стелс»
- 28 июля — «Дом восковых фигур»
- 28 июля — «Империя волков»

#### Август
- 4 августа — «Дорогой Фрэнки»
- 4 августа — «Земля мёртвых»
- 4 августа — «Кровь и кости»
- 11 августа — «Билет на поезд»
- 11 августа — «Держись до конца»
- 11 августа — «Дорогая Венди»
- 11 августа — «Нечего терять»
- 11 августа — «Остров»
- 18 августа — «Вэлиант: Пернатый спецназ»
- 18 августа — «Ключ от всех дверей»
- 18 августа — «Колдунья»
- 25 августа — «Сумасшедшие гонки»
- 25 августа — «40 оттенков грусти»
- 25 августа — «Брис Великолепный»
- 25 августа — «Волшебное приключение»
- 25 августа — «Игра окончена»
- 25 августа — «Моё лето любви»
- 25 августа — «Ночной рейс»

#### Сентябрь
- 1 сентября — «Босиком по мостовой»
- 1 сентября — «Великий рейд»
- 1 сентября — «Мужчина по вызову 2»
- 8 сентября — «Девочки снова сверху»
- 8 сентября — «Мандерлей»
- 8 сентября — «Перевозчик 2»
- 15 сентября — «Королева реки»
- 15 сентября — «Братья Гримм»
- 15 сентября — «Дитя»
- 16 сентября — «Свет вокруг»
- 15 сентября — «Нокдаун»
- 17 сентября — «Эдисон»
- 22 сентября — «Кровь за кровь»
- 22 сентября — «Натянутая тетива»
- 29 сентября — «Высший пилотаж»
- 29 сентября — «Сорокалетний девственник»

#### Октябрь
- 6 октября — «Время прощания»
- 6 октября — «Незаконченная жизнь»
- 6 октября — «Один день в Европе»
- 6 октября — «Правила секса 2: Хэппи-энд»
- 13 октября — «Входите без стука»
- 13 октября — «Изгнанные дьяволом»
- 13 октября — «Крэйзи»
- 13 октября — «Миссия „Серенити“»
- 13 октября — «Придурки из Хаззарда»
- 17 октября — «Дыра в моём сердце»
- 17 октября — «Перевёртыши»
- 20 октября — «Деньги на двоих»
- 20 октября — «Добро пожаловать в рай!»
- 20 октября — «Последние дни»
- 27 октября — «Doom»
- 27 октября — «Легенда Зорро»
- 27 октября — «Оливер Твист»
- 28 октября — «Любовная лихорадка»

#### Ноябрь
- 10 ноября — «Космический дозор. Эпизод 1»
- 10 ноября — «Доказательство»
- 10 ноября — «Иллюзия полёта»
- 10 ноября — «Любовь к собакам обязательна»
- 10 ноября — «Плюшевый синдром»
- 10 ноября — «Подальше от тебя»
- 17 ноября — «Мой лучший любовник»
- 17 ноября — «Продавщица»
- 24 ноября — «Гол!»
- 24 ноября — «Домино»
- 24 ноября — «И грянул гром»
- 24 ноября — «Между небом и землёй»
- 24 ноября — «Оправданная жестокость»
- 29 ноября — «Новичок»

#### Декабрь
- 1 декабря — «Бал-Кан-Кан»
- 8 декабря — «Волк-одиночка»
- 8 декабря — «Земля изобилия»
- 8 декабря — «Крёстные отцы»
- 8 декабря — «Медальон Торсена»
- 8 декабря — «Новая Франция»
- 8 декабря — «Подземелье драконов 2: Источник могущества»
- 14 декабря — «Кинг Конг»
- 15 декабря — «Привет семье!»
- 16 декабря — «Бэтмен: Начало»
- 22 декабря — «Большая жратва»
- 22 декабря — «Гарри Поттер и Кубок огня»
- 27 декабря — «Генезис»[1]
- 29 декабря — «Где скрывается правда»

#### Неопределённая дата
- Просто друзья
- Птицы 2
- Пчелка Юля
- Пять препятствий
- Разборки в стиле кунг-фу
- Распутники
- Револьвер
- Рэй
- Самый быстрый «Индиан»
- Свадьба
- Скрытое
- Сломанные цветы
- Сон в летнюю ночь
- Столкновение
- Суперкросс
- Счастливого Рождества
- Сын Маски
- Тёмная вода
- Тони Такитани
- Точная копия
- Три экстрима
- У моря
- Покушение на Ричарда Никсона
- Убить Фрейда
- Угадай, кто?
- Ужас Амитивилля
- Узел
- Проклятие кролика-оборотня
- Усама
- Успей сделать это до 30
- Факир
- Фудзияма
- Ходячий замок
- Хористы
- Хроники Нарнии: Лев, колдунья и волшебный шкаф
- Лезвие Розы
- Царство небесное
- Цыплёнок Цыпа
- Чарли и шоколадная фабрика
- Че Гевара: Дневники мотоциклиста
- Шесть демонов Эмили Роуз
- Школа обольщения
- Электра
- Элизабеттаун
- Эон Флакс
- Эрос
- Юнга с корабля пиратов

### Российские фильмы и фильмы постсоветских республик

#### РФ
- Бой с тенью
- Время собирать камни
- Гарпастум
- Глазами волка
- Греческие каникулы
- Далёкий выстрел
- Дура
- Жмурки
- Зеркальные войны. Отражение первое
- Зови меня Джинн!
- Золотая голова на плахе
- Итальянец
- Коля — перекати поле
- Контакт
- Космос как предчувствие
- Красное небо. Чёрный снег
- Лесная царевна
- Мама не горюй 2
- Манга
- Мечтать не вредно (фильм, 2005)
- Мы умрём вместе
- Не хлебом единым
- Неслужебное задание 2: Взрыв на рассвете
- Неуправляемый занос
- Ночной продавец
- От 180 и выше
- Пакостник
- Парижская любовь Кости Гуманкова
- Парниковый эффект
- Первые на Луне
- Первый после Бога
- Побег
- Попса
- Последний уик-энд
- Продаётся дача
- Прямохождение
- Путеводитель
- Пыль
- Рысак
- Сматывай удочки
- Собака Павлова
- Солдатский декамерон
- Статский советник
- Тайна волчьей пасти
- Теневой партнёр
- Удалённый доступ
- Чердачная история

#### Фильмы совместных производителей

##### Двух и более стран
- 4 (фильм);
- 9 рота;
- Арье;
- Бедные родственники;
- Мужской сезон: Бархатная революция;
- Солнце;
- Турецкий гамбит

## Телесериалы

### Латиноамериканские сериалы

#### Мексика
- Мачеха
- Наперекор судьбе

### Российские сериалы
- Брежнев
- Звезда эпохи (Любовь в тебе как бедствие)
- Мастер и Маргарита (телесериал)
- Примадонна
- Дети Ванюхина
- Не родись красивой
- Люба, дети и завод
- Доктор Живаго
- Королевство кривых
- Свадьба Барби
- Иван Подушкин. Джентльмен сыска
- Пан или пропал
- Дедушка моей мечты

## Награды

### Critics' Choice Movie Awards
10-я церемония вручения наград премии Critics' Choice Movie Awards Ассоциацией телекинокритиков США и Канады прошла 10 января 2005 года.
- Лучший фильм: «На обочине»
- Лучший режиссёр: Мартин Скорсезе — «Авиатор»
- Лучшая мужская роль: Джейми Фокс — «Рэй»
- Лучшая женская роль: Хилари Суэнк — «Малышка на миллион»
- Лучшая мужская роль второго плана: Томас Хейден Чёрч — «На обочине»
- Лучшая женская роль второго плана: Вирджиния Мэдсен — «На обочине»
- Лучший актёрский состав: «На обочине»
- Лучший сценарий: Александр Пэйн и Джим Тейлор — «На обочине»
- Лучший анимационный фильм: «Суперсемейка»
- Лучший фильм на иностранном языке: «Море внутри» (Испания)

### Премия «Золотой глобус»
62-я церемония вручения наград американской премии «Золотой глобус» за заслуги в области кино и телевидения состоялась 16 января 2005 года в Лос-Анджелесе.
- Лучший фильм (драма): «Авиатор»
- Лучший фильм (комедия или мюзикл): «На обочине»
- Лучший режиссёр: Клинт Иствуд — «Малышка на миллион»
- Лучшая мужская роль (драма): Леонардо Ди Каприо — «Авиатор
- Лучшая женская роль (драма): Хилари Суэнк — „Малышка на миллион“
- Лучшая мужская роль (комедия или мюзикл): Джейми Фокс — „Рэй“
- Лучшая женская роль (комедия или мюзикл): Аннетт Бенинг — „Театр“
- Лучшая мужская роль второго плана: Клайв Оуэн — „Близость“
- Лучшая женская роль второго плана: Натали Портман — „Близость“
- Лучший сценарий: Александр Пэйн и Джим Тейлор — „На обочине“
- Лучший фильм на иностранном языке: „Море внутри“ (Испания)

### Кинофестиваль „Сандэнс“
Кинофестиваль „Сандэнс-2005“ прошёл с 20 по 30 января 2005 года в городе Парк-Сити, штат Юта, США.
- Лучший американский художественный фильм: „Сорок оттенков грусти“
- Лучший зарубежный художественный фильм: „Герой“ (Ангола)
- Лучший американский документальный фильм: „За что мы сражаемся“
- Лучший зарубежный документальный фильм: „Очертания Луны“ (Мексика)

### Премия гильдия режиссёров Америки
57-я церемония вручения премий Американской гильдии режиссёров за заслуги в области кинематографа состоялась 29 января 2005 года в Лос-Анджелесе.
- Лучший фильм: „Малышка на миллион“, реж. Клинт Иствуд
- Лучший документальный фильм: „Рассказ плачущего верблюда“, реж. Бямбасурэн Даваа, Луиджи Фалорни

### Премия „Золотой орёл“
3-я церемония вручения наград премии „Золотой орёл“ состоялась 28 января 2005 года в первом павильоне киноконцерна „Мосфильм“.
- Лучший игровой фильм: „72 метра“
- Лучшая режиссёрская работа: Валерий Тодоровский за работу над фильмом „Мой сводный брат Франкенштейн“
- Лучший сценарий: Валентин Черных за сценарий к фильму „Свои“
- Лучшая мужская роль: Сергей Гармаш за роль в фильме „Свои“
- Лучшая женская роль: Алёна Бабенко за роль в фильме „Водитель для Веры“
- Лучшая мужская роль второго плана: Богдан Ступка за роль в фильме „Водитель для Веры“
- Лучшая женская роль второго плана: Елена Яковлева за роль в фильме „Мой сводный брат Франкенштейн“
- Лучший зарубежный фильм в российском прокате: „Страсти Христовы“ (США)

### Премия Гильдии киноактёров США
11-я церемония вручения премии Гильдии киноактёров США за заслуги в области кинематографа и телевидения состоялась 5 февраля 2005 года в Лос-Анджелесе.
- Лучшая мужская роль: Джейми Фокс — „Рэй“
- Лучшая женская роль: Хилари Суэнк — „Малышка на миллион“
- Лучшая мужская роль второго плана: Морган Фриман — „Малышка на миллион“
- Лучшая женская роль второго плана: Кейт Бланшетт — „Авиатор“
- Лучший актёрский состав: „На обочине“

### Берлинский кинофестиваль
55-й Берлинский международный кинофестиваль проходил с 10 по 20 февраля 2005 года Берлине, Германия. В основной конкурс вошли 22 ленты. Жюри основного конкурса возглавлял американский кинорежиссёр немецкого происхождения Роланд Эммерих.
- Золотой медведь: „Кармен из Каеличе“, реж. Марк Дорнфорд-Мэй (ЮАР)
- Гран-при жюри (Серебряный медведь): „Павлин“, реж. Гу Чанвэй (Китай)
- Серебряный медведь за лучшую режиссёрскую работу: Марк Ротемунд, „Последние дни Софии Шолль“ (Германия)
- Серебряный медведь за лучшую мужскую роль: Лу Тэйлор Пуччи за „Дурная привычка“ (США)
- Серебряный медведь за лучшую женскую роль: Юлия Йенч за „Последние дни Софии Шолль“ (Германия)

### Премия BAFTA
58-я церемония вручения наград британской премии „BAFTA“ состоялась 12 февраля 2005 года в Лондоне, Великобритания.
- Лучший фильм: „Авиатор“»
- Лучший британский фильм: «Моё лето любви»
- Лучший фильм на иностранном языке: «Че Гевара: Дневники мотоциклиста» (Аргентина)
- Лучший режиссёр: Майк Ли — «Вера Дрейк»
- Лучшая мужская роль: Джейми Фокс — «Рэй»
- Лучшая женская роль: Имелда Стонтон — «Вера Дрейк»
- Лучшая мужская роль второго плана: Клайв Оуэн — «Близость»
- Лучшая женская роль второго плана: Кейт Бланшетт — «Авиатор»
- Лучший оригинальный сценарий: Чарли Кауфман, Мишель Гондри и Пьер Бисмут — «Вечное сияние чистого разума»
- Лучший адаптированный сценарий: Александр Пэйн и Джим Тейлор — «На обочине»

### Премия «Сезар»
30-я церемония вручения наград премии «Сезар» за заслуги в области французского кинематографа за 2004 год состоялась 26 февраля 2005 года в театре «Шатле» (Париж, Франция)
- Лучший фильм: «Увёртка»
- Лучший фильм на иностранном языке: «Трудности перевода» (США)
- Лучший режиссёр: Абделлатиф Кешиш — «Увёртка»
- Лучшая мужская роль: Матьё Амальрик — «Короли и королева»
- Лучшая женская роль: Иоланда Моро — «Когда на море прилив»
- Лучшая мужская роль второго плана: Кловис Корнийяк — «Ложь, измена и тому подобное…»
- Лучшая женская роль второго плана: Марион Котийяр — «Долгая помолвка»
- Лучший сценарий: Абделлатиф Кешиш и Галия Лакруа — «Увёртка»

### Премия «Независимый дух» (Independent Spirit Awards)
20-я церемония вручения премии «Независимый дух», ориентированной в первую очередь на американское независимое кино, за 2005 год состоялась 26 февраля 2005 года.
- Лучший фильм: «На обочине»
- Лучший режиссёр: Александр Пэйн — «На обочине»
- Лучшая мужская роль: Пол Джаматти — «На обочине»
- Лучшая женская роль: Каталина Сандино Морено — «Благословенная Мария»
- Лучшая мужская роль второго плана: Томас Хейден Чёрч — «На обочине»
- Лучшая женская роль второго плана: Вирджиния Мэдсен — «На обочине»
- Лучший сценарий: Александр Пэйн и Джим Тейлор — «На обочине»
- Лучший фильм на иностранном языке: «Море внутри» (Испания)

### Премия «Оскар»
77-я церемония вручения наград американской премии «Оскар» состоялась 27 февраля 2005 года в театре «Кодак», Лос-Анджелес, США. Ведущим церемонии был актёр Крис Рок.
- Лучший фильм: «Малышка на миллион»
- Лучший режиссёр: Клинт Иствуд — «Малышка на миллион»
- Лучшая мужская роль: Джейми Фокс — «Рэй»
- Лучшая женская роль: Хилари Суэнк — «Малышка на миллион»
- Лучшая мужская роль второго плана: Морган Фриман — «Малышка на миллион»
- Лучшая женская роль второго плана: Кейт Бланшетт — «Авиатор»
- Лучший оригинальный сценарий: Чарли Кауфман, Мишель Гондри и Пьер Бисмут — «Вечное сияние чистого разума»
- Лучший адаптированный сценарий: Александр Пэйн и Джим Тейлор — «На обочине»
- Лучший анимационный фильм: «Суперсемейка»
- Лучший фильм на иностранном языке: «Море внутри» (Испания)

### Премия «Белый слон»
7-я церемония кинопремии Гильдии киноведов и кинокритиков России «Белый слон» прошла в Центре Павла Слободкина.
- Лучший фильм: «Свои»
- Лучшая режиссёрская работа: Кира Муратова — «Настройщик»
- Лучший сценарий: Валентин Черных — «Свои»
- Лучший дебют: «Время жатвы»
- Лучший мужская роль: Богдан Ступка — «Свои»
- Лучшая женская роль: Полина Агуреева — «Долгое прощание» и Алла Демидова «Настройщик»
- Лучший мужская роль второго плана: Борис Каморзин — «Долгое прощание»
- Лучшая женская роль второго плана: Наталья Суркова — «Свои»

### Премия «Ника»
18-я церемония вручения наград премии «Ника» состоялась 15 апреля 2005 года в Центральном академическом театре Российской армии.
- Лучший игровой фильм: «Свои»
- Лучший фильм стран СНГ и Балтии: «Охотник» (Казахстан)
- Лучшая режиссёрская работа: Кира Муратова — «Настройщик»
- Лучший сценарий: Валентин Черных — «Свои»
- Лучшая мужская роль: Богдан Ступка за роль в фильме «Свои»
- Лучшая женская роль: Алла Демидова за роль в фильме «Настройщик»
- Лучшая мужская роль второго плана: Сергей Гармаш за роль в фильме «Мой сводный брат Франкенштейн»
- Лучшая женская роль второго плана: Нина Русланова за роль в фильме «Настройщик»

### Премия «Сатурн»
31-я церемония вручения наград премии «Сатурн» за заслуги в области фантастики, фэнтези и фильмов ужасов состоялась 3 мая 2005 года в Лос-Анджелесе (Калифорния, США).
- Лучший научно-фантастический фильм: «Вечное сияние чистого разума»
- Лучший фильм-фэнтези: «Человек-паук 2»
- Лучший фильм ужасов/триллер: «Зомби по имени Шон»
- Лучший приключенческий фильм/боевик: «Убить Билла. Фильм 2»
- Лучший полнометражный мультфильм: «Суперсемейка»
- Лучший режиссёр: Сэм Рэйми — «Человек-паук 2»
- Лучшая мужская роль: Тоби Магуайр — «Человек-паук 2»
- Лучшая женская роль: Блэнчард Райан — «Открытое море»
- Лучшая мужская роль второго плана: Дэвид Кэррадайн — «Убить Билла. Фильм 2»
- Лучшая женская роль второго плана: Дэрил Ханна — «Убить Билла. Фильм 2»
- Лучший сценарий: Элвин Сарджент — «Человек-паук 2»

### Каннский кинофестиваль
58-й Каннский международный кинофестиваль проходил с 11 по 22 мая 2005 года в Каннах, Франция. В основной конкурс вошла 21 лента. Жюри основного конкурса возглавил югославский и сербский кинорежиссёр и актёр Эмир Кустурица.
- Золотая пальмовая ветвь: «Дитя», реж. Жан-Пьер и Люк Дарденны (Бельгия)
- Гран-при: «Сломанные цветы», реж. Джим Джармуш (США, Франция)
- Приз жюри: «Шанхайские мечты», реж. Ван Сяошуай (Китай)
- Лучший режиссёр: Михаэль Ханеке за «Скрытое» (Австрия)
- Лучший сценарий: Гильермо Арриага за «Три могилы» (Мексика)
- Лучшая мужская роль: Томми Ли Джонс за «Три могилы» (Мексика)
- Лучшая женская роль: Хана Ласло за «Свободная зона» (Израиль)

### MTV Movie Awards
Церемония вручения кинонаград канала MTV состоялась 4 июня 2005 года в Лос-Анджелесе. Ведущим стал американский актёр, комик, телеведущий Джимми Фэллон.
- Лучший фильм года: «Наполеон Динамит»
- Лучший актёр: Леонардо Ди Каприо — «Авиатор»
- Лучшая актриса: Линдси Лохан — «Дрянные девчонки»
- Прорыв года — актёр: Джон Хидер — «Наполеон Динамит»
- Прорыв года — актриса: Рэйчел Макадамс — «Дрянные девчонки»

### «Кинотавр»
16-й открытый российский кинофестиваль «Кинотавр-2005» проходил со 2 по 12 июня 2005 года в Сочи. Жюри возглавила режиссёр и актриса Галина Волчек.
- Лучший фильм: «Бедные родственники», реж. Павел Лунгин
- Специальный приз жюри: «4», реж. Илья Хржановский
- Лучший дебют: «Первые на Луне», реж. Алексей Федорченко
- Лучшая мужская роль: Никита Михалков, фильм «Статский советник» и Константин Хабенский, фильм «Бедные родственники»
- Лучший сценарий: Геннадий Островский, фильм «Бедные родственники»

### Московский международный кинофестиваль
27-й Московский международный кинофестиваль прошёл в Москве с 17 по 26 июня 2005 года. Председателем жюри основного конкурса был российский сценарист Валентин Черных. В основном конкурсе участвовали 17 фильмов. Главный приз кинофестиваля, «Золотой Георгий», получил российский фильм «Космос как предчувствие» Алексея Учителя.

### Венецианский кинофестиваль
62-й Венецианский международный кинофестиваль проходил с 31 августа по 10 сентября 2005 года в Венеции, Италия. В основной конкурс вошли 20 лент, в том числе фильм «Garpastum» Алексея Германа мл.. Жюри основного конкурса возглавлял итальянский художник-постановщик Данте Ферретти.
- Золотой лев: «Горбатая гора», реж. Энг Ли (США, Канада)
- Серебряный лев за лучшую режиссёрскую работу: Филипп Гаррель, «Постоянные любовники» (Франция)
- Специальный приз жюри: «Мария», реж. Абель Феррара (Италия, Франция, США)
- Золотые Озеллы за лучший сценарий: Джордж Клуни, Грант Хеслов, «Доброй ночи и удачи» (США)
- Кубок Вольпи за лучшую мужскую роль: Дэвид Стрэтэйрн за роли в фильме «Доброй ночи и удачи»" (США)
- Кубок Вольпи за лучшую женскую роль: Джованна Меццоджорно за роль в фильме «Зверь в сердце» (Великобритания)

### Премия Европейской киноакадемии
18-я церемония континентальной премии Европейской академии кино состоялась 3 декабря 2005 года в столице Германии, Берлине.
- Лучший фильм: «Скрытое» (Франция, Австрия, Германия, Италия)
- Лучший режиссёр: Михаэль Ханеке — «Скрытое» (Австрия)
- Лучший сценарий: Хани Абу-Ассад, Беро Бейер, Пьер Ходжсон — «Рай — сейчас» (Германия, Франция, Нидерланды, Израиль, Палестина)
- Лучшая мужская роль: Даниель Отой — «Скрытое» (Франция)
- Лучшая женская роль: Юлия Йенч — «Последние дни Софии Шолль» (Германия)

## Знаменательные события
- 2 февраля — Пирс Броснан официально объявил, что больше не будет играть Джеймса Бонда.
- 20 мая — фильм «Звёздные войны. Эпизод III: Месть ситхов» достигает рекордно высокого уровня кассовых сборов в первый день показа — $50 миллионов на 9,400 экранах в 3,661 к/т по всему миру, побив рекорд фильмов «Человек-паук 2» с $40.4 миллионами и «Шрек 2» с $44.8 миллионами.
- 14 октября — Было объявлено, что Дэниел Крейг будет играть Джеймса Бонда в ожидающемся фильме Казино «Рояль».